# Lương Thị Thu Thương
Lương Thị Thu Thương, née le 1er mai 2000 à Móng Cái, est une footballeuse internationale vietnamienne qui joue au poste de défenseure au Than Khoáng Sản (en) et pour l'équipe nationale féminine du Viêt Nam,.